# 안드레이 키스카

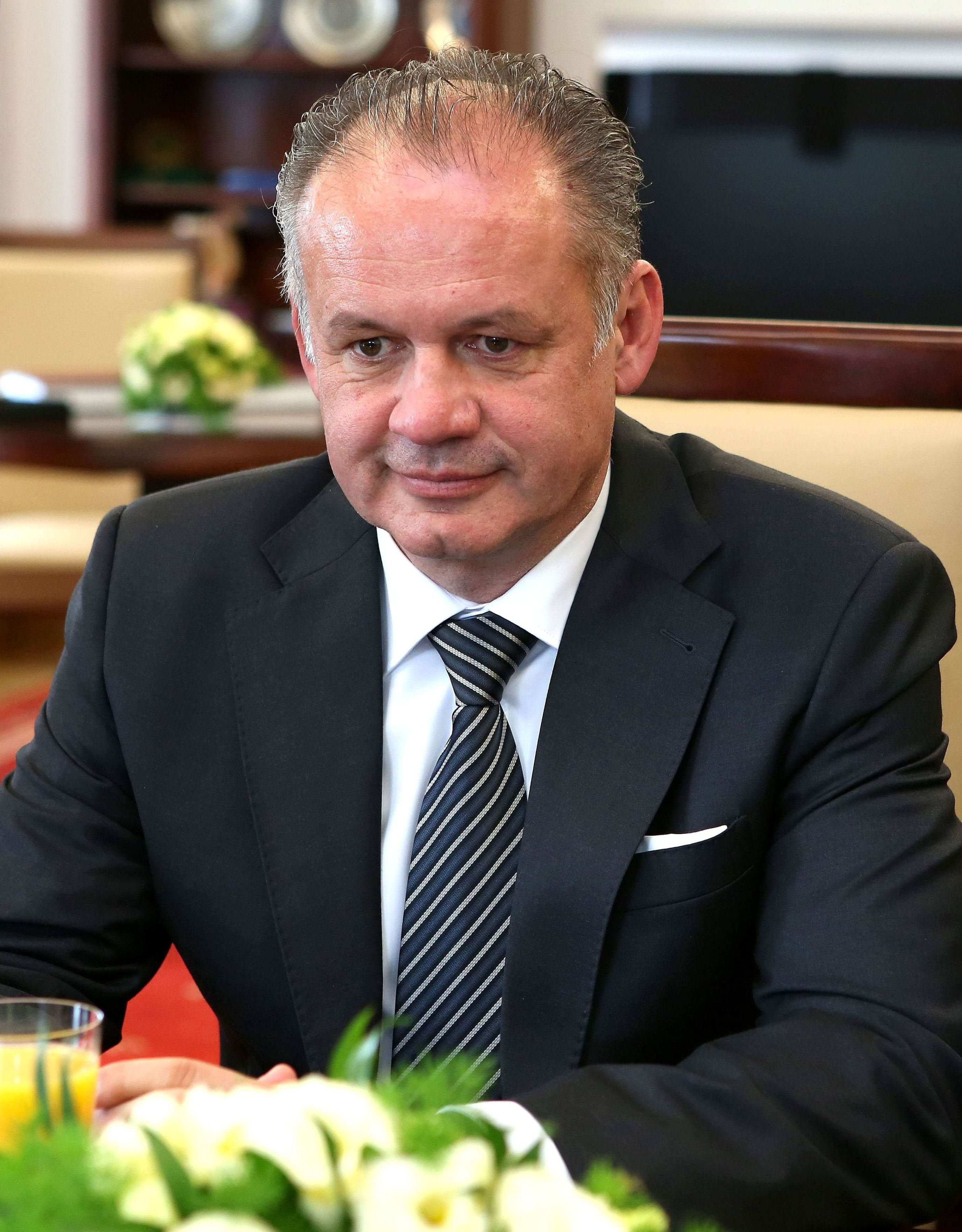

안드레이 키스카(슬로바키아어: Andrej Kiska, 1963년 2월 2일 -)는 슬로바키아의 사업가, 구호활동가, 제4대 슬로바키아 대통령이다. 2014년 슬로바키아 대통령 선거에서 당선되어 그해 6월부터 임기를 시작했다.
대통령 선거에서 그의 맞수는 현 총리인 로베르트 피초였으며 3월 15일 1차 선거에서는 28.4%(피초), 24%(키스카)로 대다수를 얻은 후보가 없어 3월 29일 2차 선거가 치러졌다. 그 결과 과반 이상의 표를 얻은 키스카 후보가 대통령으로 당선됐다.
그는 최초의 비공산권 출신이자 무소속 대통령으로 정치 경력은 전무하다.

## 사업가 경력
포프라트 출신으로 전기 공학을 전공했으며 1989년 벨벳 혁명 이후 미국으로 건너갔다. 이후 그는 Triangel와 Quatro라는 두 업체를 세우고 물건 구매 시 소비자가 한 번에 대금 지불하는 것 대신 할부로 구매할 수 있는 체계를 마련했다.

## 구호 활동
그는 2006년 좋은 천사(Dobrý anjel)라는 비영리기구를 설립하여 암과 같은 난치병 환자가 있는 가정을 구호하는 활동을 펼치고 있다. 2014년까지 14만 명 이상이 이 단체의 기부자다.

## 역대 선거 결과
| 선거명      | 직책명              | 대수 | 정당   | 1차 득표율 | 1차 득표수 | 2차 득표율 | 2차 득표수  | 결과 | 당락 |
| ----------- | ------------------- | ---- | ------ | ---------- | ---------- | ---------- | ----------- | ---- | ---- |
| 2014년 선거 | 슬로바키아의 대통령 | 4대  | 무소속 | 24.01%     | 455,996표  | 59.39%     | 1,307,065표 | 1위  |      |

## 참고 자료
- 안드레이 키스카 - X